# Achyranthes crispa
Achyranthes crispa är en amarantväxtart som beskrevs av René Louiche Desfontaines och Jean Louis Marie Poiret. Achyranthes crispa ingår i släktet Achyranthes och familjen amarantväxter. Inga underarter finns listade i Catalogue of Life.